# Decaspermum vitis-idaea
Decaspermum vitis-idaea är en myrtenväxtart som beskrevs av Otto Stapf. Decaspermum vitis-idaea ingår i släktet Decaspermum och familjen myrtenväxter. Inga underarter finns listade i Catalogue of Life.